# Nineteenth-Century French Studies
Nineteenth-Century French Studies (NCFS) est une revue scientifique publiée par l'University of Nebraska Press. Elle publie des études littéraires en anglais et en français sur la littérature française du XIXe siècle en deux numéros doubles par an et des recensions de livres sur son site Internet. La revue est disponible en ligne sur projet MUSE (en) et sur JSTOR. Elle est répertoriée dans Scopus, Arts and Humanities Citation Index et Current Contents/Arts & Humanities.

## Rédacteurs en chef
Son rédacteur est Seth Whidden (The Queen's College, Université d'Oxford). Les anciens rédacteurs sont Thomas H. Goetz (State University of New York) et Marshall C. Olds (University of Nebraska, Michigan State University, 1999-2014).